# Paratdih
Paratdih è una suddivisione dell'India, classificata come census town, di 6.643 abitanti, situata nel distretto di Giridih, nello stato federato del Jharkhand. In base al numero di abitanti la città rientra nella classe V (da 5.000 a 9.999 persone).

## Geografia fisica
La città è situata a 24° 10' 02 N e 86° 18' 55 E.

## Società

### Evoluzione demografica
Al censimento del 2001 la popolazione di Paratdih ammontava a 6.643 persone, delle quali 3.380 maschi e 3.263 femmine. I bambini di età inferiore o uguale ai sei anni ammontavano a 1.442, dei quali 731 maschi e 711 femmine. Infine, coloro che erano in grado di saper almeno leggere e scrivere erano 2.802, dei quali 1.758 maschi e 1.044 femmine.